# 休森冰川
84°12′S 169°45′E / 84.200°S 169.750°E
休森冰川是南極洲的冰川，位於沙克爾頓海岸的亞歷山德拉皇后山脈地區，全長28公里，最終注入比爾德摩爾冰川，以新西蘭探險隊的測量員命名。